# Tajemnica komornika sądowego
Tajemnica komornika sądowego – termin  prawniczy wprowadzony  ustawą z dnia 29 sierpnia 1997 r. o komornikach sądowych i egzekucji.

Art. 20. 1. Komornik jest obowiązany zachować w tajemnicy okoliczności sprawy, o których powziął wiadomość ze względu na wykonywane czynności.

Od 1 stycznia 2019 r. obowiązuje ustawa z dnia 22 marca 2018 r. o komornikach sądowych.

Art. 27. 1. Komornik jest obowiązany zachować w tajemnicy okoliczności sprawy, o których powziął wiadomość ze względu na wykonywane czynności.
2. Obowiązek, o którym mowa w ust. 1, trwa także po odwołaniu komornika z zajmowanego stanowiska albo wygaśnięciu powołania na stanowisko komornika z mocy prawa.
3. Obowiązek, o którym mowa w ust. 1, ustaje, gdy komornik składa zeznanie jako świadek lub strona przed sądem lub prokuratorem, chyba  że ujawnienie tajemnicy zagraża dobru państwa. W tym przypadku od obowiązku może zwolnić komornika Minister Sprawiedliwości.